# 兵庫県道379号岩岡魚住線
兵庫県道379号岩岡魚住線（ひょうごけんどう379 いわおかうおずみせん）は、兵庫県神戸市西区から明石市に至る一般県道である。

## 概要
神戸市西区上新地1丁目から明石市魚住町中尾に至る。

### 路線データ
- 起点：神戸市西区上新地1丁目（兵庫県道148号大久保稲美加古川線交点）
- 終点：明石市魚住町中尾（中尾交差点、兵庫県道718号明石高砂線交点）
- 総延長：2.898 km

## 地理

### 通過する自治体
- 神戸市（西区）
- 明石市

### 交差する道路
| 交差する道路                    | 市町村名 | 市町村名 | 交差する場所 | 交差する場所      |
| ------------------------------- | -------- | -------- | ------------ | ----------------- |
| 兵庫県道148号大久保稲美加古川線 | 神戸市   | 西区     | 上新地1丁目  | 起点              |
| 兵庫県道384号平荘大久保線       | 神戸市   | 西区     | 竜が岡2丁目  | 北場交差点        |
| 国道2号                         | 明石市   | 明石市   | 魚住町長坂寺 | 長坂寺西交差点    |
| 国道250号 / 明姫幹線            | 明石市   | 明石市   | 魚住町中尾   | 中尾北交差点      |
| 兵庫県道718号明石高砂線         | 明石市   | 明石市   | 魚住町中尾   | 中尾交差点 / 終点 |

### 交差する鉄道
- 山陽本線
- 山陽新幹線
- 山陽電気鉄道本線

### 沿線
- 神戸市立岩岡中学校
- 明石市立明石商業高等学校
- 明石市立魚住東中学校
- 明石市立魚住小学校
- 明石市立錦が丘小学校
- JR西日本山陽本線 魚住駅
- 山陽電気鉄道本線 山陽魚住駅